# ارتقا (فیلم)
ارتقا (انگلیسی: Upgrade) یک فیلم اکشن سایبرپانک به نویسندگی و کارگردانی لی ونل است که در سال ۲۰۱۸ منتشر شد. این فیلم دربارهٔ یک فن‌هراس است که پس از یک دزدی که باعث فلج شدن او شد، تراشه‌ای در سر او کاشته می‌شود که به او اجازه می‌دهد بدن خود را دوباره کنترل کند. از بازیگران آن می‌توان به لوگان مارشال-گرین و هریسون گیلبرتسون اشاره کرد.

## خلاصه داستان
این فیلم نمایش کنترل انسان توسط هوش مصنوعی است. نمایشی از کنترل کامل هوشی فرا انسانی بر ذهن و جان انسان. شخصی به نام «گری تریس» با بازی لوگان مارشال-گرین (Logan Marshall-Green) به همراه همسرش «آشا» توسط چند فرد ناشناس دستگیر شده و بلافاصله همسر او کشته شده و خودش در اثر اصابت گلوله فلج می‌شود. ماه‌ها بعد در گردن او تراشه‌ای بسیار هوشمند (هوش مصنوعی) کار گذاشته می‌شود. «گری» به کمک این هوش مصنوعی به راحتی توان راه رفتن و استفاده از دستانش را پیدا می‌کند. اما این هوش مصنوعی بیش از اینها توانمند است. او که «استم» STEM نام دارد شروع به فرستادن پالس‌های شنوایی به ذهن «گری» و مکالمه با او می‌کند. «استم» به بهانه یافتن قاتل همسر گری، او را در مسیری قرار می‌دهد که ناچار به کشتن می‌شود. به این ترتیب و به تدریج «استم» کنترل کامل «گری» را به دست می‌گیرد؛ و در انتها مشخص می‌شود که «استم» از ابتدا یک هوش مصنوعی بسیار پیشرفته بوده و همه اتفاقات برای این بوده که میزبانی انسانی بیاید. در این فیلم هوش مصنوعی به سبب برتری در فکر و نداشتن عواطف انسانی تهدید برای انسان است و در انتها سلطه کامل بر انسان را نشان می‌دهد.

## امتیازات فیلم
منتقدین و مردم به فیلم ارتقا روی خوش نشان دادند و توانست امتیازهای خوبی بدست آورد.
IMDb بانک اطلاعات اینترنتی فیلم‌ها: ۷٫۶/۱۰
Rotten Tomatoes راتن تومیتوز: ۸۵٪
Metacritic متاکریتیک: ۶۶٪
Google Users گوگل: ۹۴٪